# Blatta orientalis
La panerola oriental (Blatta orientalis) es una espècie d'insecte de l'ordre dels blatodeus, molt comuna a les llars humanes. Mesura uns 2,5 cm de llarg en la seva maduresa. Tenen un color que van del marró fosc al negre i té un cos brillant. Presenta dimorfisme sexual; els mascles tenen dues ales llargues i de color marró que cobreixen la major part del seu cos, que és més estret que el de la femella. Malgrat tot, ni el mascle ni la femella poden volar. La seva reproducció es fa mitjançant la posta d'ooteques.

## Noms comuns
Blatta orientalis és un insecte que conviu amb l'ésser humà, raó per la qual rep diferents noms vulgars a les diferents contrades, entre d'altres: escarabat, panerola negra, panera, cuca/papa panera (St. Feliu de P., Pont de S./Sant Feliu de Guíxols), cuca panissera (Esterri), farinera (Rosselló), cuca molla (Mall., DIEC), cuca patxa (Llucmajor, Santanyí).

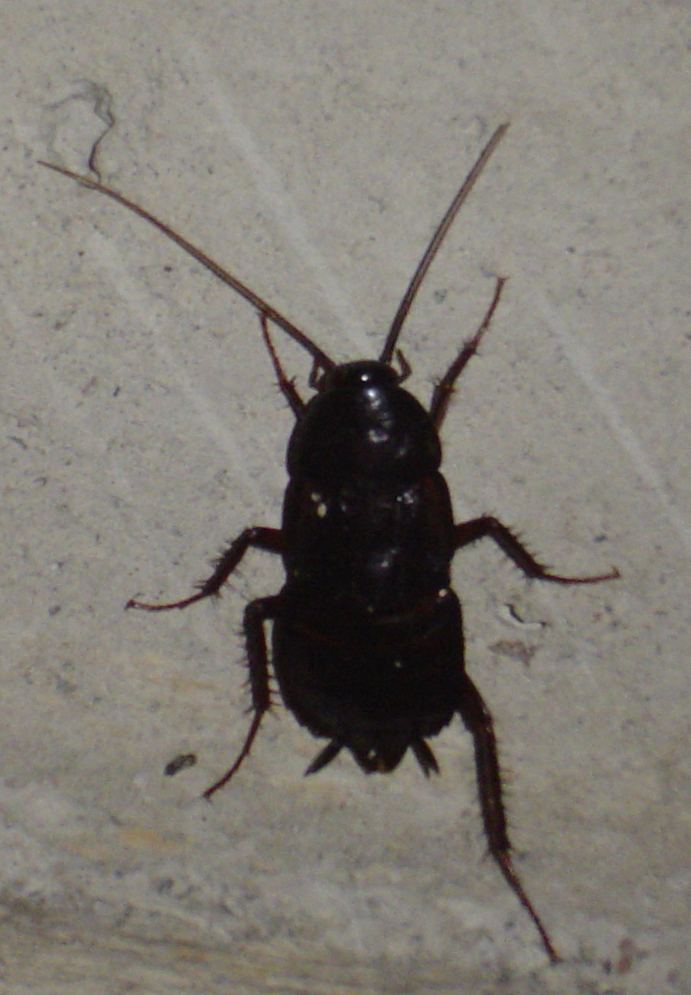
Adult de la panerola negra.